# Prinț și cerșetor
Prinț și cerșetor (engleză: The Prince and the Pauper) este un roman de Mark Twain, publicat pentru prima oară în 1881 în Canada și ulterior, în 1882, în Statele Unite ale Americii. Această carte a fost prima încercare a lui Twain de a scrie ficțiune istorică. Acțiunea are loc în 1547, iar intriga se axează pe povestea a doi băieți care seamănă foarte bine unul cu celălalt: Tom Canty, un băiat dintr-o familie săracă, ce locuiește cu tatăl său în Offal Court, Londra, și Prințul Edward, fiul regelui Henric al VIII-lea al Angliei.